# Damon Herriman
Damon Herriman (ur. 30 marca 1970 w Adelaide) – australijski aktor znany z pracy filmowej i telewizyjnej w Australii i Stanach Zjednoczonych. Wystąpił roli Deweya Crowe’a, tępego przestępcy i kłusownika aligatorów z południowej Florydy, w serialu FX Justified: Bez przebaczenia (2010–2015). Wciela się w kultowego przywódcę i przestępcę Charlesa Mansona w serialu Netflix Mindhunter oraz w filmie Quentina Tarantino Pewnego razu... w Hollywood (2019). Grał także w filmach takich jak Dom woskowych ciał (2005), Candy (2006) i J. Edgar (2011).

## Filmografia
- 1976-1983: The Sullivans jako Frank Errol
- 1982: Taurus Rising jako Phil Drysdale
- 1982: Sara Dane jako David
- 1990: Elly & Jools jako Liam O'Farrell
- 1990: Call Me Mr. Brown jako Chłopiec Bowsera
- 1990: Wielki szwindel jako Mark Jorgensen
- 1991: The Miraculous Mellops jako Felix
- 1991: Brides of Christ jako Grant
- 1997-1999: Tropem zbrodni jako Lindsay Cramer (gościnnie)
- 1998: Praise jako Skinhead
- 1998: Cena życia jako Danny Bucknell (gościnnie)
- 2001: Południowy Pacyfik jako profesor
- 2003: Dowody zbrodni jako John Smith (gościnnie)
- 2003: Ned jako Steve Hart/Orderly
- 2004: Chipman jako Chipman
- 2005: Dziedzic Maski jako Wyobrażony pracownik
- 2005: Dom woskowych ciał jako Lester
- 2006: Jednostka jako Plutonowy Parker (gościnnie)
- 2006: Can I Call You jako John
- 2006: Candy jako Roger Moylan
- 2008: Mistrz jako Oficjalny
- 2008: The Square jako Eddie
- 2010: Pacyfik jako Merrin
- 2011: J. Edgar (film) jako  Bruno Hauptmann
- 2019: Owieczki boże jako ojciec Bob
- 2019: Pewnego razu... w Hollywood (Once Upon a Time in Hollywood) jako Charles Manson
- 2019: Judy i Punch (Judy and Punch) jako Punch
- 2021: Piotruś Królik 2: Na gigancie (Peter Rabbit 2: The Runaway) jako Punch (głos)
- 2021: Mortal Kombat jako Kabal (głos)
- 2022: Nude Tuesday jako Bruno/mąż
- 2022: Monolit (Monolith) jako głos
- 2023: Uciekaj króliczku, uciekaj (Run Rabbit Run) jako Peter
- 2023: Za magicznymi drzwiami (The Portable Door) jako Monty Smith-Gregg
- 2023: Motocykliści (The Bikeriders) jako Brucie
- 2024: Better Man: Niesamowity Robbie Williams (Better Man) jako Nigel Martin-Smith
- 2024: How to Make Gravy jako Roger
- 2025: Together jako Jamie
- 2025: Mortal Kombat II jako Quan Chi